# Walter Hunt
Walter Hunt (Martinsburg, 29 de julho de 1796 – 8 de junho de 1859) foi um mecânico estadunidense. Conhecido por ser um inventor prolífico, notavelmente pela máquina de costura de pesponto duplo (1833), alfinete de segurança (1849), um precursor do rifle Winchester, afiadores de faca, sinos de bondes, fogões a carvão e limpa-neves.
Hunt está sepultado no Green-Wood Cemetery.
Algumas de suas invenções mais importantes são ilustradas aqui com desenhos de suas patentes.

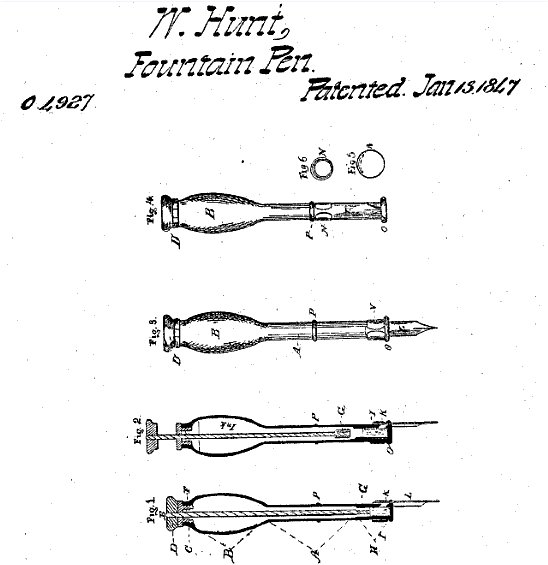
Caneta-tinteiro Patente 4927
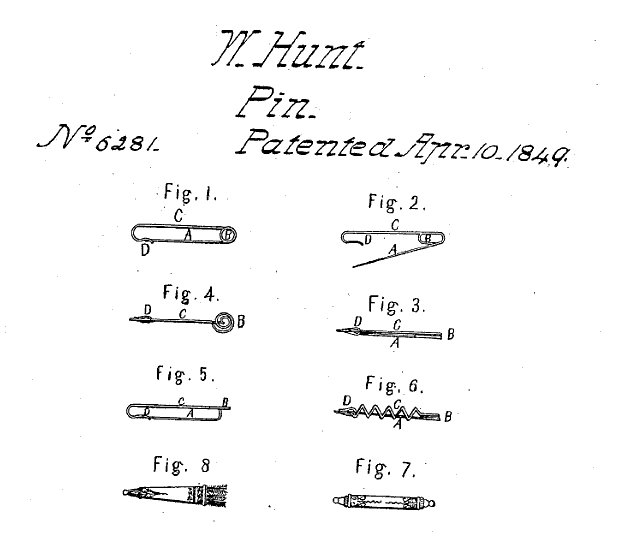
Alfinete de segurança Patente 6281
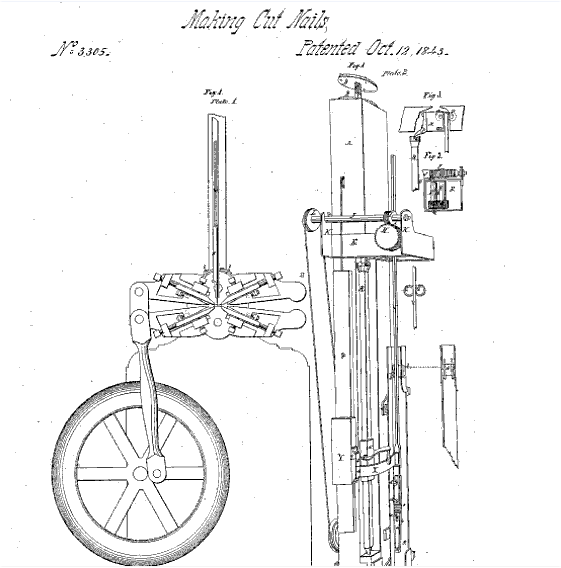
Nail making machine Patente 3305
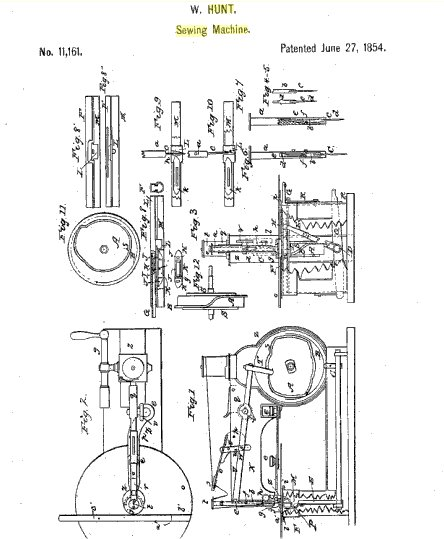
Máquina de costura Patente 11161
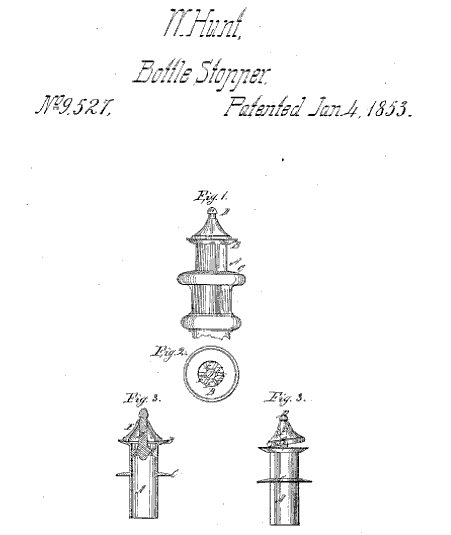
Swivel-Cap Stopper Patente 9527
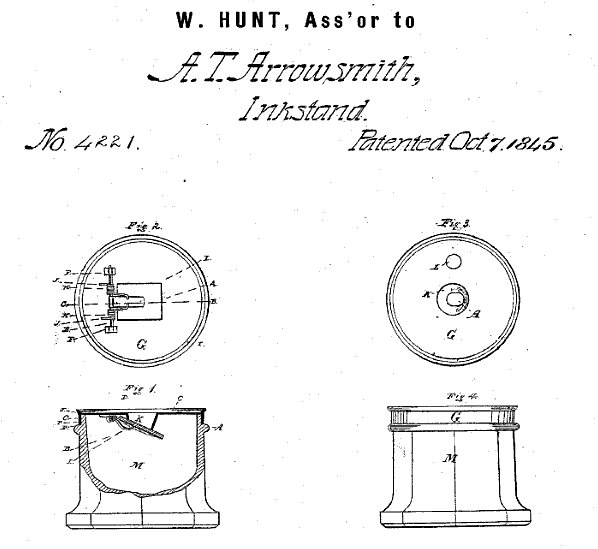
Inkstand Patente 4221
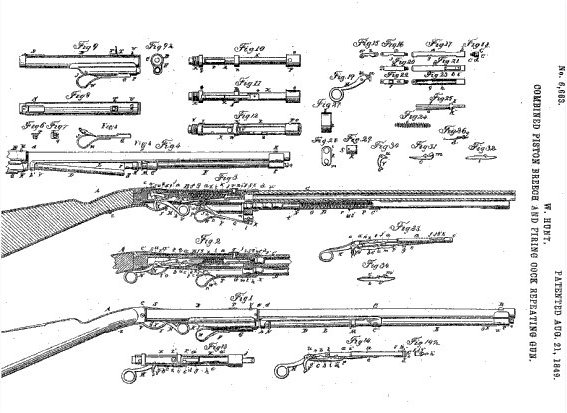
Firing cock repeating gun  Patente 6663
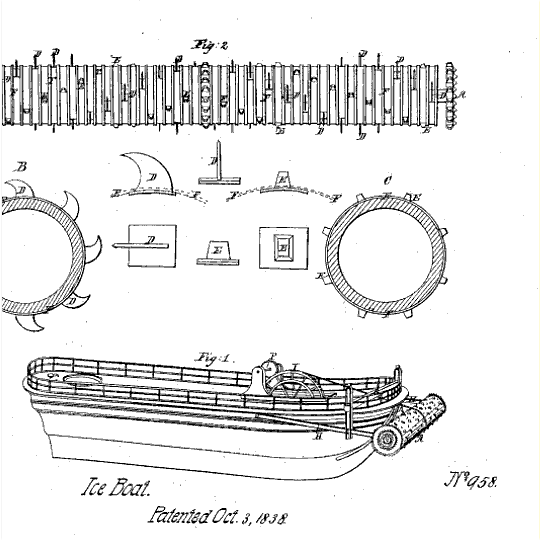
Ice Boat Patente 958